# 科奇什·佐尔坦
科奇什·佐尔坦（匈牙利語：Kocsis Zoltán，匈牙利語發音：[ˈkot͡ʃiʃ ˈzoltaːn]；1952年5月30日—2016年11月6日），匈牙利钢琴家、作曲家。

## 生平
1952年生于布达佩斯，5岁时开始学习音乐。1963年开始在巴托克·贝拉音乐学校学习钢琴演奏和作曲。1968年被李斯特音乐学院录取，跟随考多萨·帕尔和库塔格·捷尔吉学习，1973年毕业。
科奇什18岁就在匈牙利广播电台贝多芬钢琴比赛获得了一等奖，21岁获得匈牙利国家最高音乐奖“李斯特·费伦茨奖”，25岁获得科苏特奖。作为钢琴演奏家，科奇什曾经和柏林爱乐乐团、芝加哥交响乐团等世界一流乐团合作。1983年，他与匈牙利著名指挥费舍尔·伊万创建了布达佩斯节日管弦乐团。1997年起，科奇什担任匈牙利国家爱乐乐团艺术总监。
2016年11月6日因病在布达佩斯去世。遗体告别仪式于19日在布达佩斯李斯特音乐学院举行，匈牙利总理、国会主席克韦尔、政府官员和文化艺术界人士等出席了仪式。当日，科奇什被安葬在法尔卡什雷蒂公墓。

## 獲獎與榮譽
- 匈牙利广播电台贝多芬钢琴比赛一等奖（1970年）
- 李斯特·费伦茨奖（1973年）
- 科苏特奖（1978年，2005年）
- 匈牙利功勋艺术家荣誉称号（1984年）
- 匈牙利杰出艺术家荣誉称号（1990年）
- 藝術與文學騎士勳章（2002年，法国）
- 布达佩斯荣誉市民（2004年）
- 巴托克-帕斯托里奖（2006年）
- 匈牙利文化大使（2007年）[4]

## 作品節選

### 商業錄音
- (CD). 20世紀偉大鋼琴家（英语：Great Pianists of the 20th Century） 59. Philips Classics. 1998. 456 874-2.